# 寒河江駅

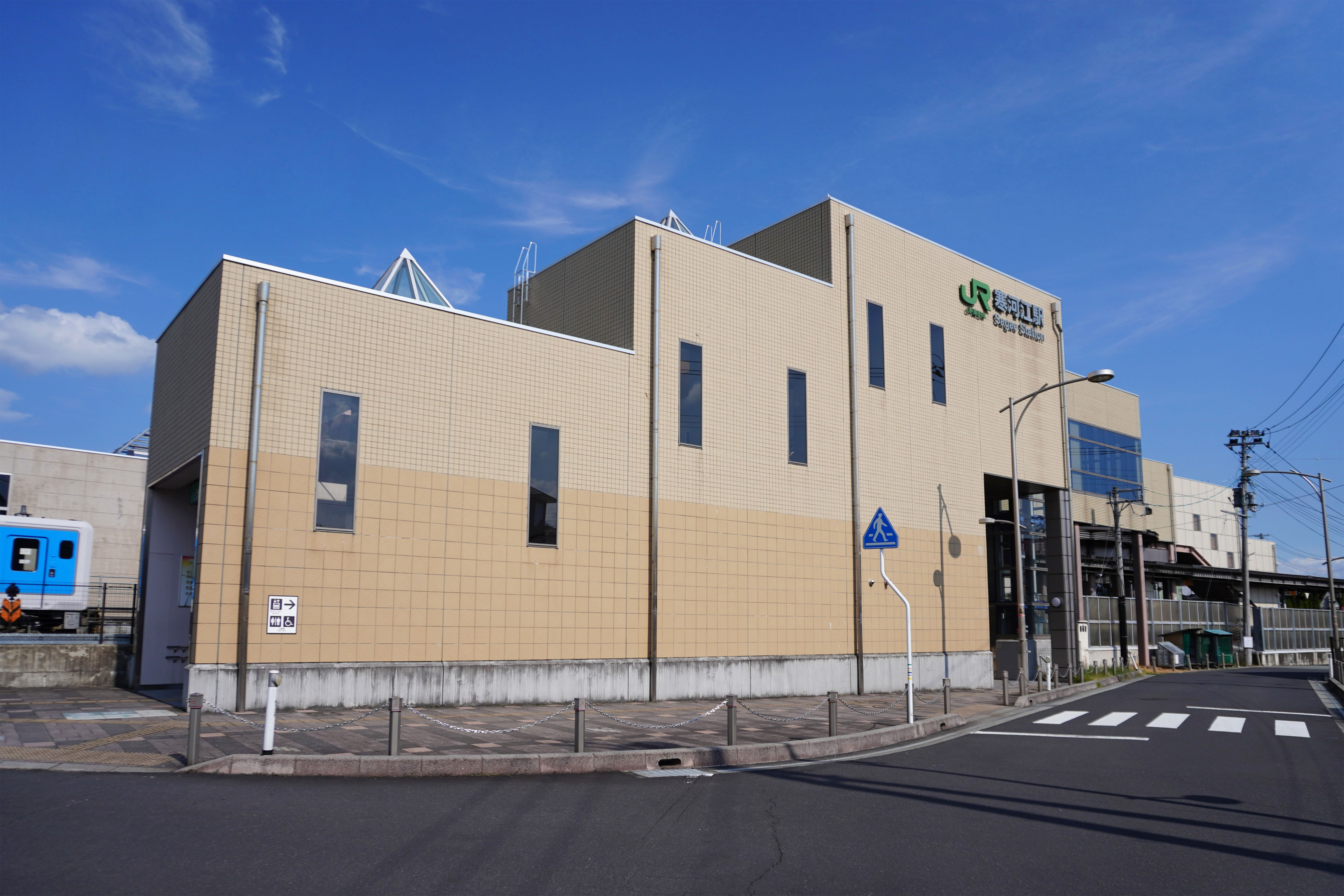
南口（2023年9月）

寒河江駅（さがええき）は、山形県寒河江市本町（ほんちょう）1丁目にある、東日本旅客鉄道（JR東日本）左沢線の駅である。

## 歴史
1921年（大正10年）に左沢軽便線が羽前長崎駅から一駅だけ延びたのと同時に開業した。当時は左沢軽便線の終着駅で、その状態は翌1922年（大正11年）に左沢軽便線が左沢駅まで延伸するまで続いた。2002年（平成14年）に南寒河江方におよそ100メートル移動し現在に至っている。寒河江市は左沢線沿線で山形市を除けば随一の市であり、当駅はかつてより左沢線の中心としての役割を担っていた。

### 年表
- 1921年（大正10年）12月11日：国有鉄道左沢軽便線の羽前長崎駅から当駅までの延伸と共に開業[3]。開業当初は終着駅であった[4]。
- 1922年（大正11年）4月23日：当駅 - 左沢駅間の延伸により中間駅となる[4]。
- 1963年（昭和38年）3月：跨線橋が完成[新聞 1]。
- 1982年（昭和57年）11月5日：貨物の取り扱いを廃止[3]。
- 1984年（昭和59年）2月1日：荷物の扱いを廃止[3]。
- 1987年（昭和62年）4月1日：国鉄の分割民営化により東日本旅客鉄道の駅となる[3]。
- 2001年（平成13年）7月2日：移転工事に伴い、羽前長崎駅 - 左沢駅間でバス代行を実施[4]。当駅への列車の発着が休止。
- 2002年（平成14年）2月16日：移転が完了し、列車運行が再開[4]。同時に橋上駅舎・自由通路の供用が開始される[5][2]。
- 2024年（令和6年）
  - 3月16日：山形方面でICカード「Suica」の利用が可能となる[報道 1][報道 2]。
  - 10月1日：えきねっとQチケのサービスを開始[1][報道 3]。

## 駅構造
島式ホーム1面2線を持つ地上駅で、橋上駅舎を有する。
現在の駅舎は2002年（平成14年）の移転工事で新しく建てられたものである。ホームから階段を上がると改札口・出札口・待合所の集められた場所があり、そこから南西と北東に出られるようになっている。南西側が跨線橋の出口のみなのに対し、北東側は駅前広場が大変広く作られている。南西側の駅前にはさくらんぼのモニュメントがある。かつての駅舎は木造平屋の素朴なものでコンビニ「NEWDAYS」が入っていた。
直営駅で、みどりの窓口、自動券売機、簡易Suica改札機が設置されている。また、びゅう旅センターもあったが廃止となった。
左沢線を統括する管理駅で、北山形駅を除く左沢線全駅を管理下に置く。左沢線統括センターが当駅構内に所在する。車両留置用の側線を多数持ち、検修庫も設置されており、左沢線の車両（山形新幹線車両センター所属）や乗務員は当駅を拠点に運用される。当駅で列車の増解結が行われるほか、夜間滞泊運用がある。
左沢線には「フルーツライン」の愛称が付与されているため、当駅にはさくらんぼを模した駅名標が設置されている。

### のりば
| 番線 | 路線    | 方向 | 行先     | 備考            |
| ---- | ------- | ---- | -------- | --------------- |
| 1    | ■左沢線 | 上り | 山形方面 | 一部列車は2番線 |
| 2    | ■左沢線 | 下り | 左沢方面 |                 |

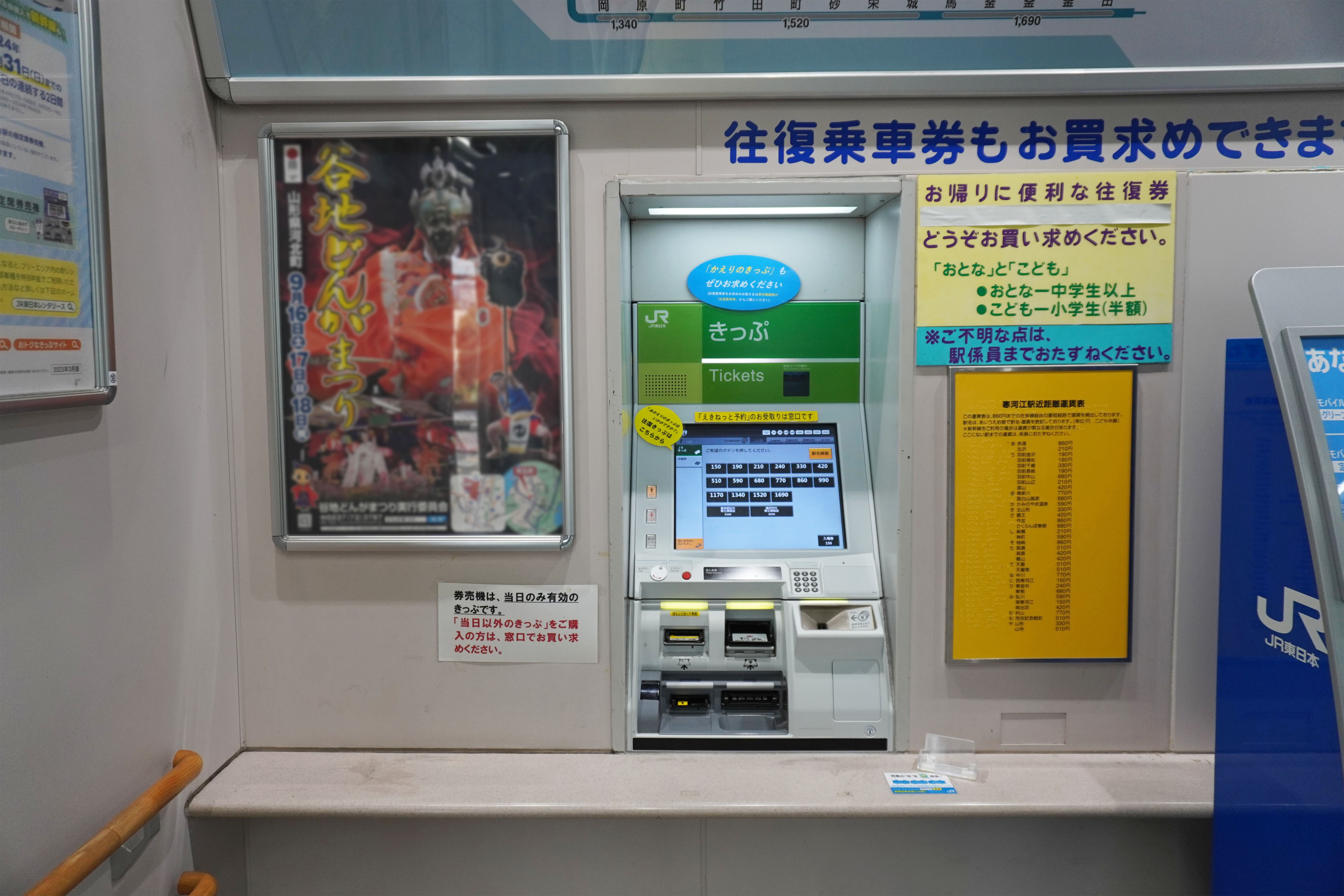
自動券売機（2023年9月）
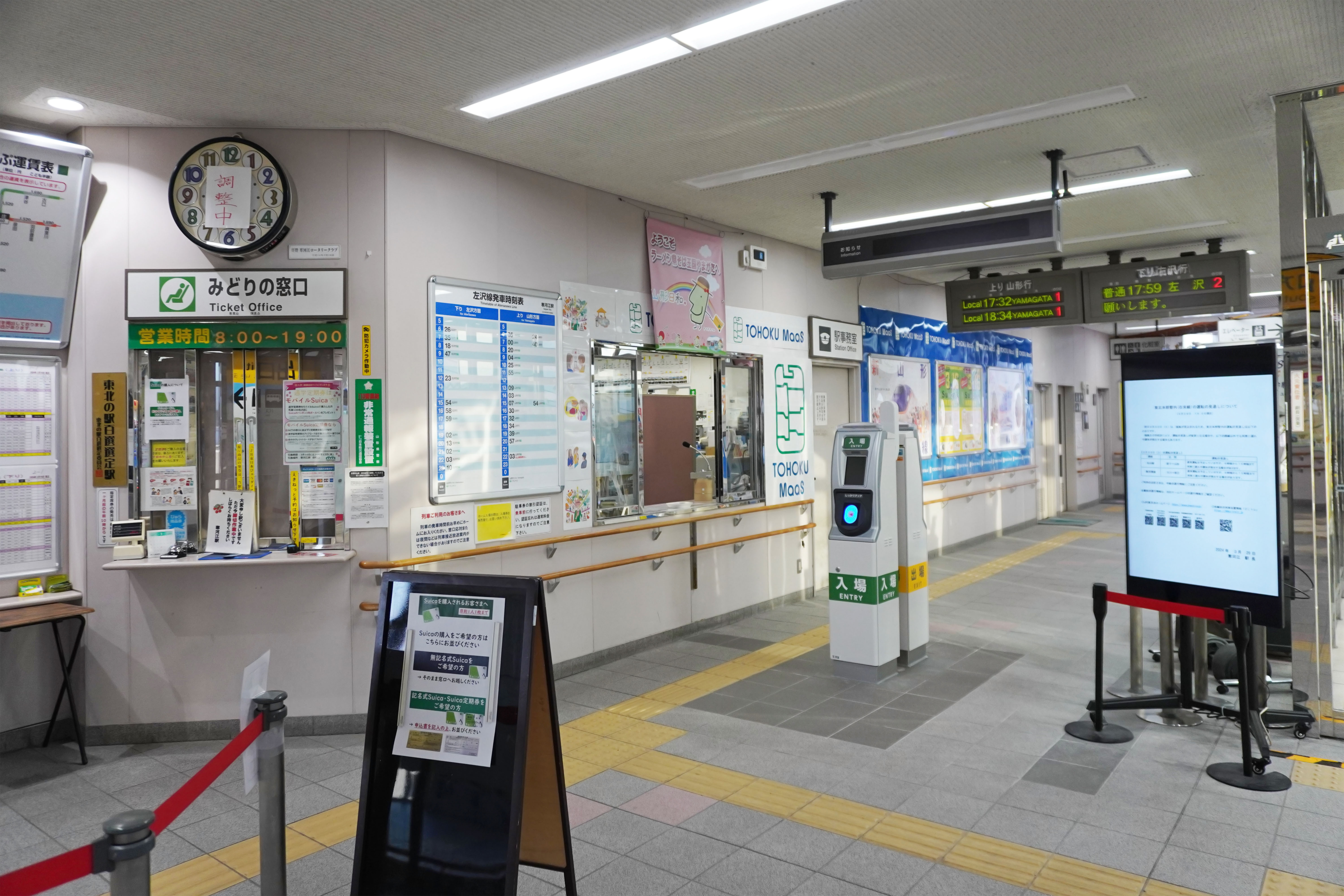
改札口（2024年3月）
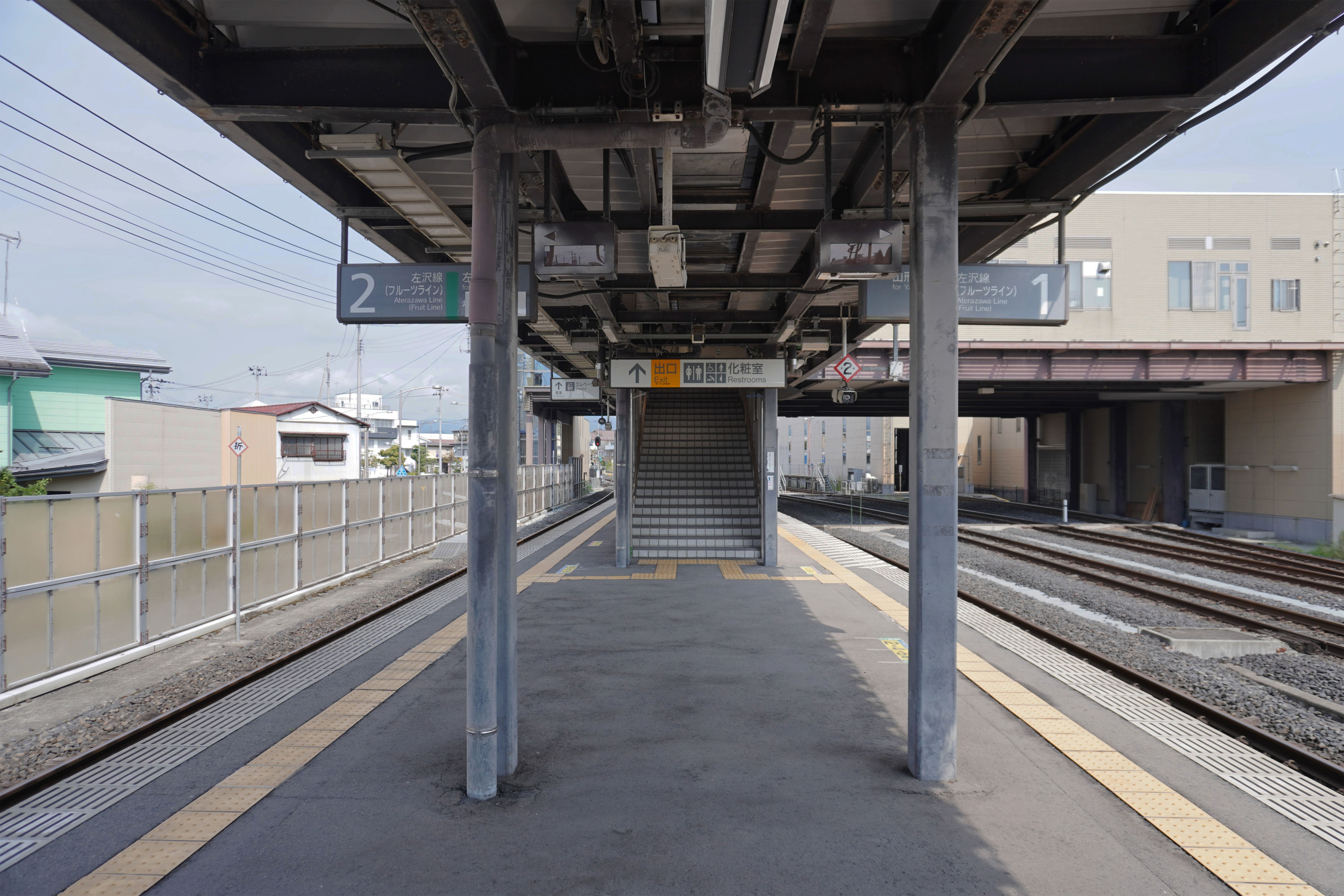
ホーム（2023年9月）
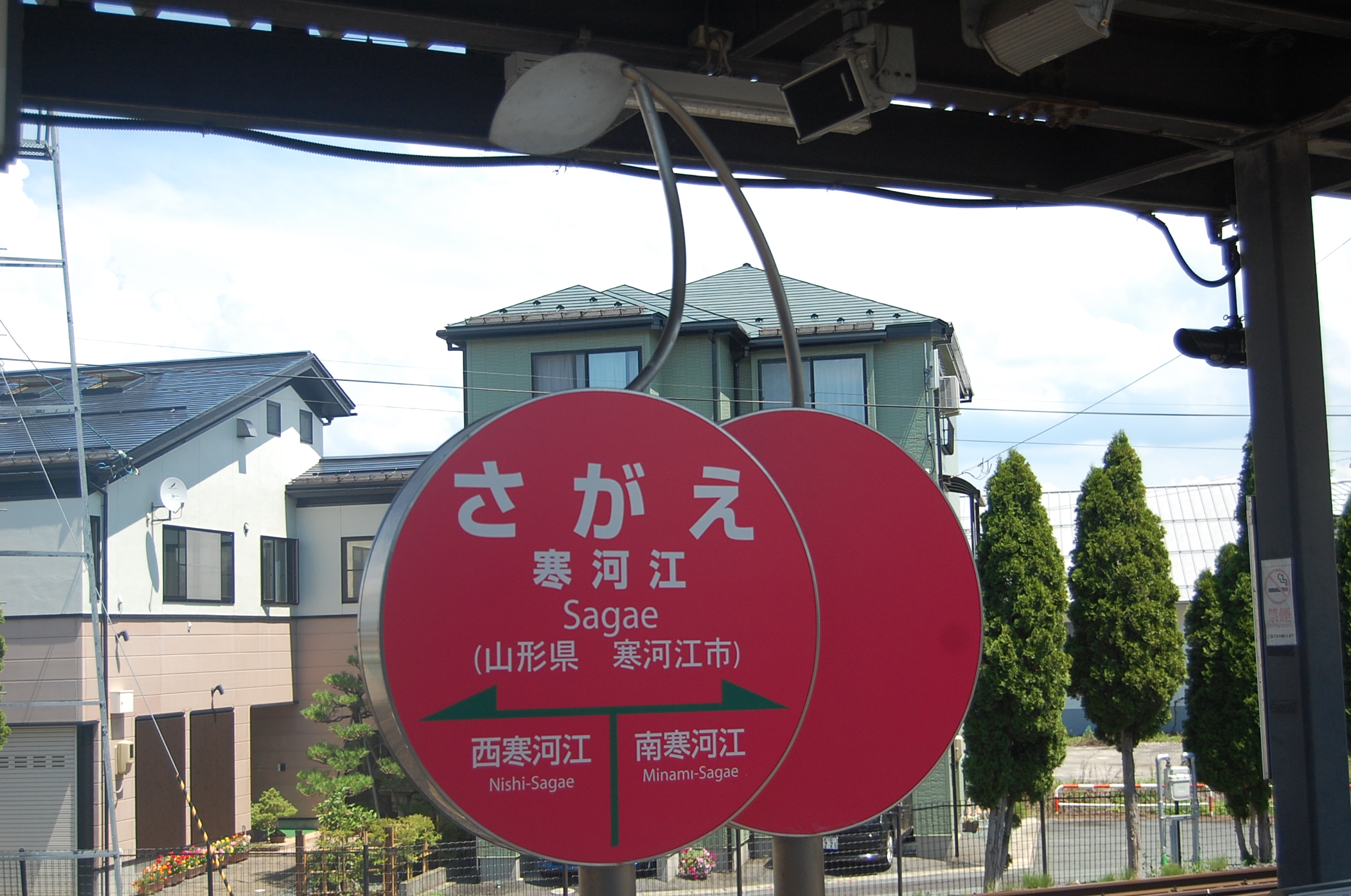
さくらんぼを模した駅名標（2021年8月）

## 利用状況
JR東日本によると、2023年度（令和5年度）の1日平均乗車人員は852人である。
2000年度（平成12年度）以降の推移は以下のとおりである。
| 1日平均乗車人員推移 | 1日平均乗車人員推移 | 1日平均乗車人員推移 | 1日平均乗車人員推移 | 1日平均乗車人員推移 |
| 年度                | 定期外              | 定期                | 合計                | 出典                |
| ------------------- | ------------------- | ------------------- | ------------------- | ------------------- |
| 2000年（平成12年）  |                     |                     | 1,112               | [ 利用客数 2 ]      |
| 2001年（平成13年）  |                     |                     | 865                 | [ 利用客数 3 ]      |
| 2002年（平成14年）  |                     |                     | 931                 | [ 利用客数 4 ]      |
| 2003年（平成15年）  |                     |                     | 947                 | [ 利用客数 5 ]      |
| 2004年（平成16年）  |                     |                     | 986                 | [ 利用客数 6 ]      |
| 2005年（平成17年）  |                     |                     | 960                 | [ 利用客数 7 ]      |
| 2006年（平成18年）  |                     |                     | 945                 | [ 利用客数 8 ]      |
| 2007年（平成19年）  |                     |                     | 944                 | [ 利用客数 9 ]      |
| 2008年（平成20年）  |                     |                     | 985                 | [ 利用客数 10 ]     |
| 2009年（平成21年）  |                     |                     | 963                 | [ 利用客数 11 ]     |
| 2010年（平成22年）  |                     |                     | 920                 | [ 利用客数 12 ]     |
| 2011年（平成23年）  |                     |                     | 889                 | [ 利用客数 13 ]     |
| 2012年（平成24年）  | 273                 | 646                 | 920                 | [ 利用客数 14 ]     |
| 2013年（平成25年）  | 262                 | 687                 | 949                 | [ 利用客数 15 ]     |
| 2014年（平成26年）  | 256                 | 629                 | 886                 | [ 利用客数 16 ]     |
| 2015年（平成27年）  | 249                 | 664                 | 914                 | [ 利用客数 17 ]     |
| 2016年（平成28年）  | 241                 | 693                 | 935                 | [ 利用客数 18 ]     |
| 2017年（平成29年）  | 246                 | 684                 | 931                 | [ 利用客数 19 ]     |
| 2018年（平成30年）  | 245                 | 659                 | 905                 | [ 利用客数 20 ]     |
| 2019年（令和元年）  | 228                 | 646                 | 875                 | [ 利用客数 21 ]     |
| 2020年（令和02年）  | 116                 | 620                 | 736                 | [ 利用客数 22 ]     |
| 2021年（令和03年）  | 125                 | 647                 | 772                 | [ 利用客数 23 ]     |
| 2022年（令和04年）  | 167                 | 631                 | 799                 | [ 利用客数 24 ]     |
| 2023年（令和05年）  | 205                 | 647                 | 852                 | [ 利用客数 1 ]      |

## 駅周辺
当駅を中心として、寒河江の市街が北東・南西にかけて広がっている。
- 寒河江警察署駅前交番
- 寒河江市立寒河江中部小学校
- 寒河江市立寒河江小学校
- 寒河江市役所
- 寒河江郵便局
- 寒河江温泉
- 東北労働金庫寒河江支店
- 山形中央信用組合寒河江支店
- 荘内銀行寒河江支店
- きらやか銀行若葉町支店
- フローラ・SAGAE

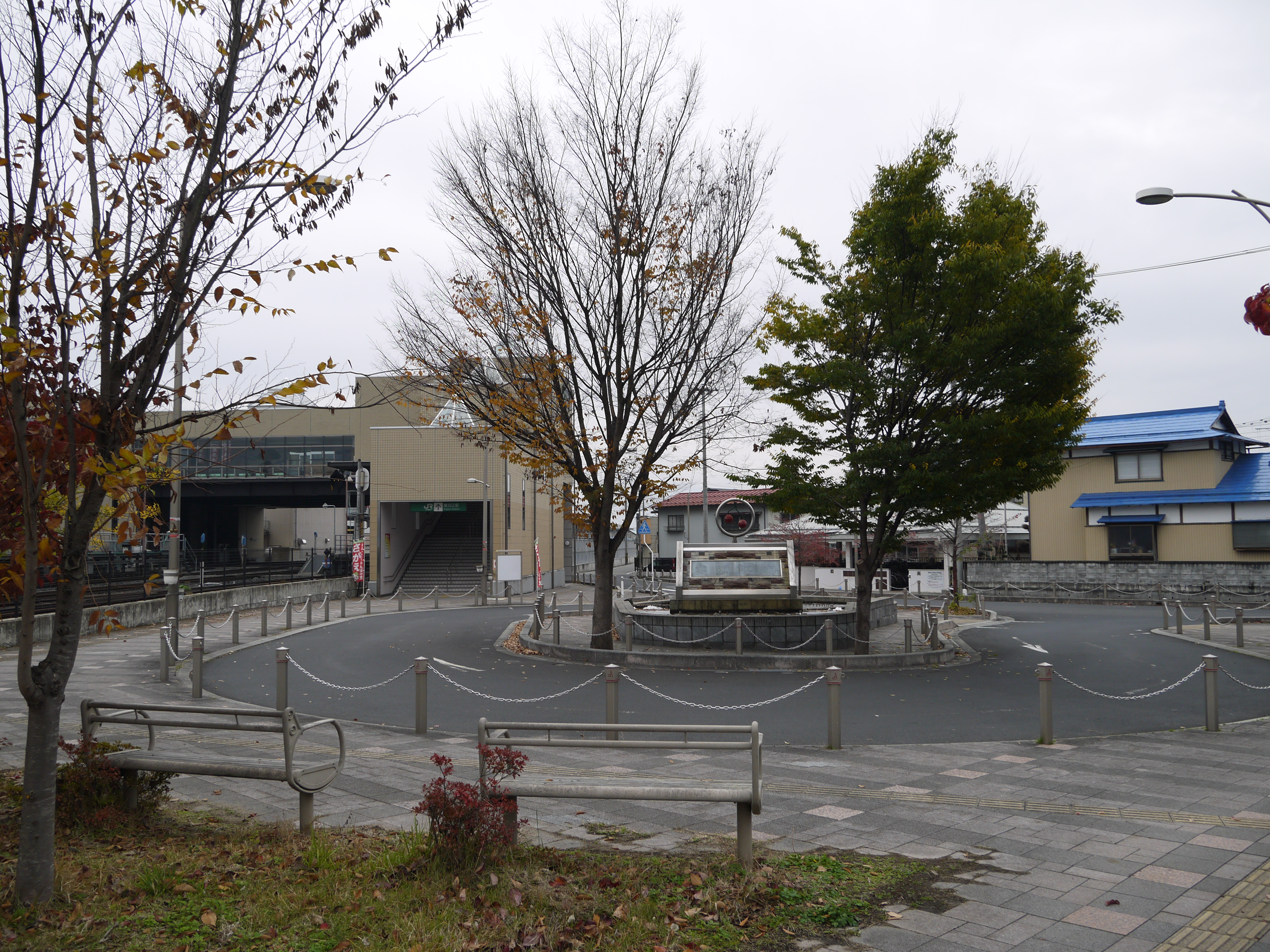
駅南側ロータリー（2014年11月）
さくらんぼのモニュメント（2005年5月）

### バス路線

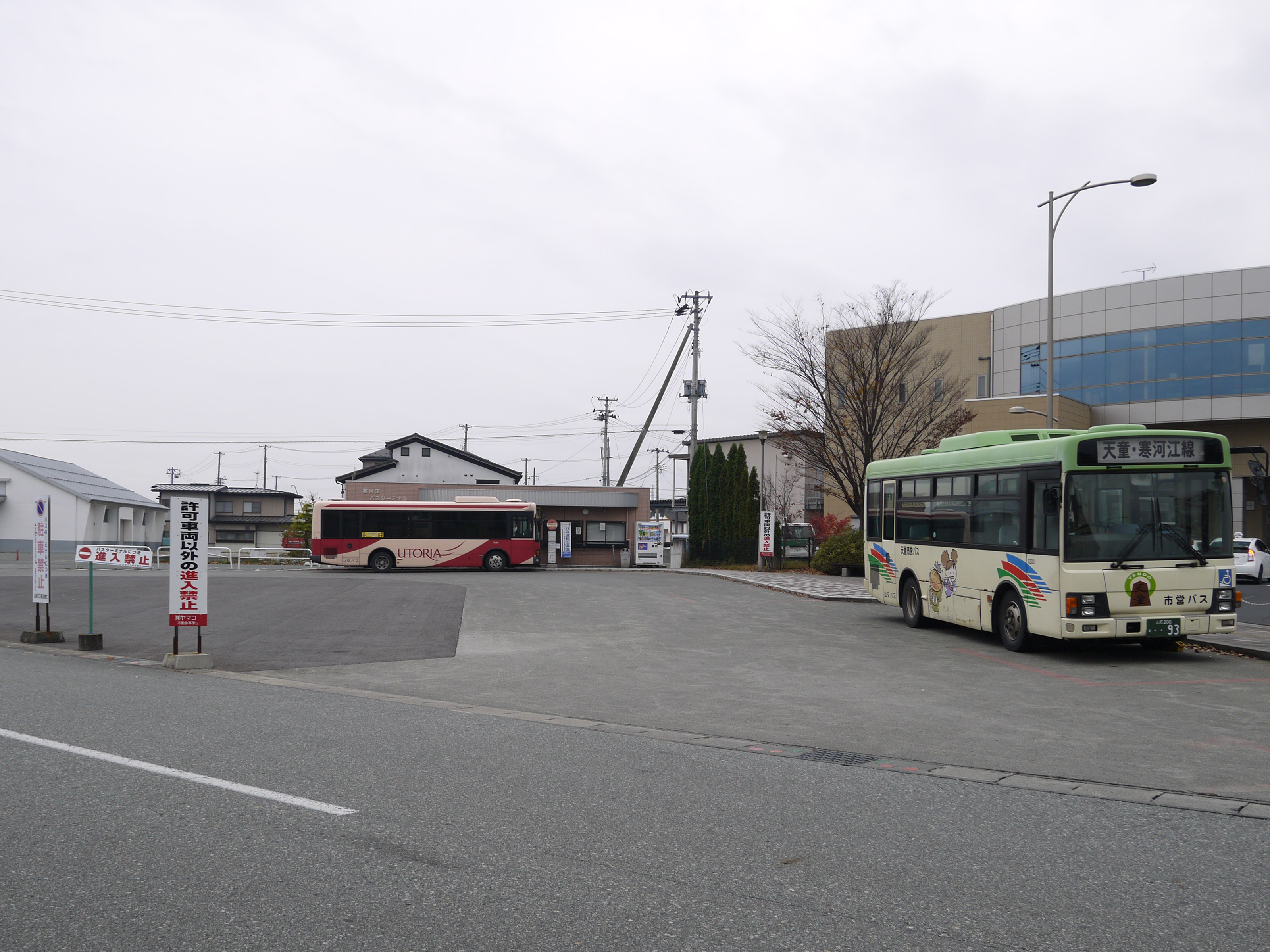
寒河江バスターミナル（2014年11月）

2020年（令和2年）3月までは寒河江バスターミナルだったが、同年4月1日より寒河江駅前に名称が変更された。
寒河江駅周辺区画整備事業前の旧バスターミナルは旧寒河江駅舎から徒歩でおよそ2分の場所にあり、かつては山形方面直通バスは寒河江バスターミナルで運転手が交代する行路もあった。区画整備事業後は寒河江駅直近の現在地に移転した。また、バスロケーションシステムは待合所に設置されている。
- 山交バス
  - 山形（山交ビル・山形駅前）、谷地、宮宿
- 天童市市営バス（山交バス）
  - 天童温泉
- 西川町路線バス ※2017年（平成29年）4月1日から乗り入れ開始[8]。
  - 間沢（道の駅にしかわ）

## その他
サクランボの里にあり近代的な駅舎を有するとして、2002年（平成14年）に東北の駅百選に選定された。

## 隣の駅
東日本旅客鉄道（JR東日本）
■左沢線
南寒河江駅 - 寒河江駅 - 西寒河江駅

### 記事本文